# Out the Blue
〈Out the Blue〉는 존 레논의 곡이다. 1973년 정규앨범 《Mind Games》에서 최초출시되었다. 이래로 1990년 박스세트 《Lennon》, 2005년 두 장짜리 컴필레이션 앨범 《Working Class Hero: The Definitive Lennon》, 2010년 앨범 《Gimme Some Truth》 등에서 출시되었다.
본곡은 《Mind Games》의 대다수곡과 같이 오노 요코에게 헌정하는 곡이다. 본곡이 녹음되었을 당시는 레논과 요코가 별거하고 있었던 시기였던바, 본곡은 레논의 자기회오를 반영했다고 할 수 있다. 레논은 이 곡을 통해 요코가 자기의 삶에 "생파같이(out the blue)" 나타나 줌과 "생명 에너지"를 불어넣어 줌을 고마워 하고 있다. 《존 레논의 글과 음악》의 저자 켄 비엘렌, 벤 우리쉬는 본곡의 주제를 "뜻밖에 찾아온 참된 사랑에의 경외감"이라 분석했다.

## 참여 인원
- 존 레논 - 보컬, 어쿠스틱 기타
- 데이비드 시피노자 - 기타
- 피트 클레니오우 - 페달 스틸 기타
- 켄 아셔 - 키보드
- 고든 에드워즈 - 베이스 기타
- 짐 켈트너 - 드럼
- 코러스 가수들 - 백 보컬